# ジェモロジカル・インスティテュート・オブ・アメリカ
ジェモロジカル・インスティテュート・オブ・アメリカ（Gemological Institute of America）、略称GIAは、カリフォルニア州のカールスバッドに本校を構える世界的な宝石学教育機関と鑑別・鑑定機関、更に鑑定に関する研究を行っている研究所からなる。日本語では米国宝石学会と記されることもあるが、GIAとの表記が望ましいという指針が日本のGIA提携校から示された。
カリフォルニア州からの助成金交付を受ける非営利団体。ニューヨーク、ロサンゼルス、イタリア、韓国、タイ、香港、ロシア、英国、中国、台湾、日本に分校が設置されている。大阪と東京に提携校があったが、2015年にフランチャイズ契約をGIAが打ち切り、以降は直営校。
GIAのグラデュエイト・ジェモロジスト・プログラム（通称GGプログラム）を終了するとディプロマが授与され、GG、あるはG.I.A. G.G.を名乗ることができる。GGは英国のFGAと並んで国際的に通用する宝石学の専門家の称号。
ダイヤモンド取引の際に用いられる品質評価基準の4C（カット、カラット、クラリティ、カラー）はGIAが考案したもので、世界で最も普及した事実上の世界標準評価基準である。4Cに基づいてダイヤモンドを評価した書類がダイヤモンド・グレーディング・レポートであり、消費者には一般にダイヤモンド鑑定書と呼ばれる。